# Hícara
Hícara es el nombre de una antigua ciudad de Sicilia.
Según cuenta Tucídides, era una ciudad sicana de la costa que era enemiga de Egesta y fue tomada por los atenienses en el 415 a. C. Tras ello, se tomaron esclavos de la población. Diodoro Sículo, en cambio, la define como una ciudad sícula. Este autor añade que el botín tomado por los atenienses ascendió a 100 talentos.
Un personaje famoso de la ciudad era Lais, una cortesana que fue tomada como esclava y vendida en Corinto, de la que se decía que superaba en belleza a todas sus contemporáneas y por ello fue muy admirada entre los corintios.
Su localización exacta no se conoce con total seguridad pero probablemente estuvo ubicada en el lugar donde se encuentra la actual Carini.